# Qala-i-Naw
Qala-i-Naw (in persiano:قلعه نو) è una città dell'Afghanistan, nella provincia di Badghis.